# Armando Salinas Torre
Armando Salinas Torre. Es un político mexicano, miembro del Partido Acción Nacional, ha sido en dos ocasiones diputado federal, y desde 2006 es el subsecretario de Enlace Legislativo de la Secretaría de Gobernación.
Es licenciado en Derecho egresado de la Universidad Nacional Autónoma de México, fue elegido diputado federal a la LVI Legislatura de 1994 a 1997, durante este periodo pidió licencia al cargo para fungir durante un periodo como secretario particular del procurador general de la República, Antonio Lozano Gracia, electo diputado a la Asamblea Legislativa del Distrito Federal de 1997 a 2000 y de ese año a 2003 nuevamente diputado federal a la LVIII Legislatura, fue subsecretario de Población, Migración y Asuntos Religiosos de la Secretaría de Gobernación de 2003 a 2005 cuando renunció para integrarse a la precampaña a la Presidencia de Santiago Creel.
En diciembre de 2006 fue designado Subsecretario de Enlace Legislativo de la Secretaría de Gobernación por su titular, Francisco Javier Ramírez Acuña.